# Беларуси
Беларуси или още белоруси (на беларуски: беларусы) са източнославянски народ, населяващ Беларус и съседните ѝ страни Полша (предимно в област Бялисток), Русия, Литва и Украйна. Голям брой беларуски емигранти има в САЩ и Канада в началото на 20. век. След разпада на Съветския съюз отново много беларуси емигрират в страните от Европейския съюз, САЩ, Канада и Русия. След независимостта на Беларус, в началото на 1990-те години, се подновява идеята за възраждането на беларуската национална идентичност на основата на беларуския език. В страната живеят около 10 млн. души, които се самоопределят като беларуси.

## Език
Официалният език в Беларус е беларуски, но доста често по-голямата част от беларусите в страната в ежедневието си предпочитат да говорят на руски (особено в столицата Минск и големите градове).

## Произход и тълкувания на етнонима „беларуси“
Има различни тълкувания и спорове относно етнонима беларуси. И двете форми на изписването му – традиционната белоруси и фонетичната беларуси – имат една и съща етимология, „бели руси“. Терминът понякога се тълкува неправилно в смисъл, извеждащ беларусите като етническа подгрупа на руснаците. Всъщност наименованието и на двете нации идва от името на рус – древна народност, от която произлизат днешните руснаци, беларуси и украинци. Едно от традиционните исторически имена на украинците (малоруси), особено популярно със засилването на панславизма през ХVІІІ и ХІХ в., също съдържа този корен.

## История и култура
Беларусите извеждат корените на нацията си и културата си от Великото Литовско княжество, от древната държава „Рус“ и „Самогития“ и от Киевската Рус и Полатското княжество. Съвременните беларуси са потомци на източнославянските племена кривичи, драговичи и радмичи. В етногенезиса на беларуската нация влизат също и местните балти, особено в северозападната част на съвременна Беларус. През Средновековието беларусите са познати под името „литвини“ (литовци), поради факта че земите на беларусите са част от Великото Литовско княжество, а техният език е официален език в държавата. Това дава основание на много от съвременните беларуси да смятат средновековната литовска държава за своя национална държава.
След Първата световна война беларуският народ обявява своя независима държава (Белоруска народна република). През 1919 г. държавата е преобразувана в Белоруска ССР, която от 1922 г. влиза в състава на СССР. Беларус получава пълна независимост след разпада на Съветския съюз.